# Sağman (Pertek)
Sağman ist ein Dorf (Köy) im Landkreis Pertek der türkischen Provinz Tunceli. Im Jahr 2011 lebten in Sağman 170 Menschen.